# اون دختره (ترانه الیا اینترلود)
«اون دختره» (به انگلیسی: It Girl) نخستین تک‌آهنگ از شاخ مجازی الیا اینترلود می‌باشد که در ۳۰ سپتامبر سال ۲۰۲۳ از سوی اینترلود رکوردز منتشر گردید. «اون دختره» ترانه توسط لانلی بیتز تهیه شده‌است. این ترانه پس از انتشار در تیک‌تاک موفقیت کسب نمود و تا نوامبر سال ۲۰۲۳ بیش از ۹۹۰،۰۰۰ ویدئو در تیک‌تاک با این ترانه بارگذاری شده بودند.
موزیک ویدئوی این ترانه در ۱۲ نوامبر سال ۲۰۲۳ منتشر شد.

## پس‌زمینه، انتشار و آهنگسازی
الیا اینترلود قبل از انتشار «اون دختره» در تیک‌تاک به‌دلیل سبک لباس پوشیدنش محبوب شده بود، و این سبک با نام الیاکر شناخته شده‌است. وی که پس از گوش کردن به آلبوم رنسانس (۲۰۲۲) اثر بیانسه تحت‌تأثیر قرار گرفته و به موسیقی هاوس علاقه‌مند بود تصمیم گرفت «سوار یک بیت شود» و پس از اینکه یک بیت در یوتیوب پیدا کرد بر روی آن رپ ضبط نمود سپس حساب اینستاگرام تهیه‌کنندهٔ همان بیت که لانلی بیتز نام داشت را پیدا کرد و به از او حق امتیاز انحصاری را خریداری کرد. پس از بیرون دادن «اون دختره» در ۳۰ سپتامبر سال ۲۰۲۳ این ترانه در تیک‌تاک وایرال شد و تا نوامبر سال ۲۰۲۳ روی بیش از ۹۱۲،۰۰۰ ویدئوهای این پلتفرم پخش می‌شد. سبک ترانه هاوس-پاپ است و وی در این ترانه درمورد «اون دختره» بودن به رپ‌خوانی می‌پردازد و این را بخش کورس با یک بیت هاوس «رونقی» بیان می‌کند.

## عملکرد تجاری
از ژوئن سال ۲۰۲۴ نسخهٔ اصلی ترانه به بیش از ۱۱۵ میلیون استریم در اسپاتیفای رسیده‌است. نسخهٔ ریمیکس از ژوئن سال ۲۰۲۴ به بیش از ۳٫۵ میلیون استریم در اسپاتیفای دست یافته می‌باشد.